# Zastava Sudana
Zastava Sudana usvojena je 20. svibnja 1970. Trobojnica je crvene, bijele i crne boje, sa zelenim trokutom uz koplje. Omjer zastave je 1:2.

## Simbolizam
- Crvena boja simbolizira krv prolivenu za neovisnost od Ujedinjenog Kraljevstva.
- Bijela boja predstavlja čistoću i optimizam.
- Crna predstavlja borbu za neovisnost.
- Zelena predstavlja boljitak, te poljoprivredu.